# Ejército Nacional de Ucrania
No debe confundirse con el Ejército Popular de Ucrania, que a menudo se llama el Ejército Nacional de Ucrania o, UNA

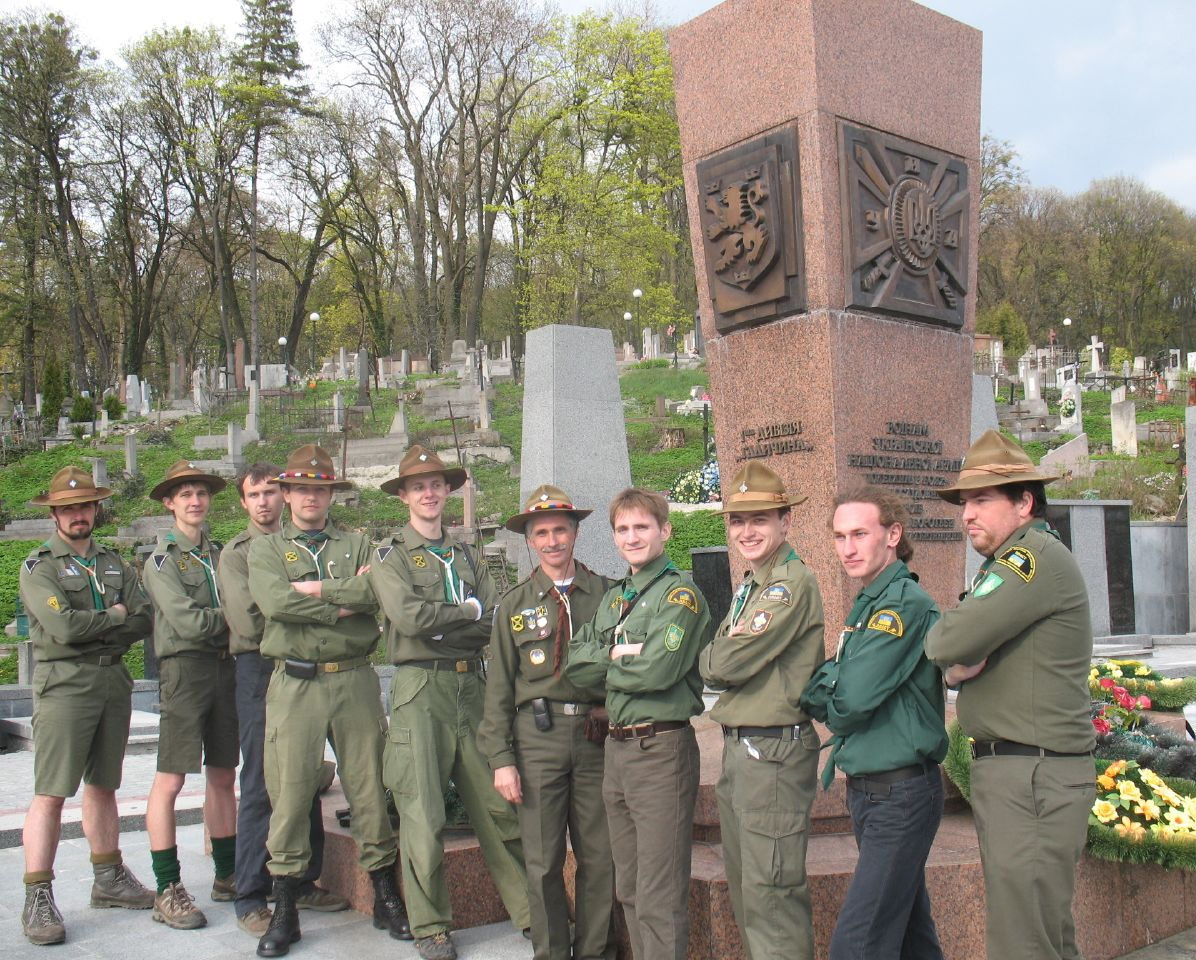
El "Monumento de la 1ª División de Galicia y UNA" en Lviv (Ucrania) en el cementerio Lychakivskiy.

El Ejército Nacional de Ucrania (UNA) fue un grupo militar ucraniano de la Segunda Guerra Mundial, formado en 1945 en Alemania y subordinado al Comité Nacional de Ucrania.

## Desarrollo
El ejército, al mando de Pavló Shandruk constaba de dos divisiones y un "grupo B":
- 1.División UNA formada a partir de la 14.ª División de Granaderos SS Galizien (1ª ucraniana)
- 2.División UNA, ésta organizada a partir de dos brigadas de Ucrania (brigada antitanque "Ucrania Libre" y la brigada comandada por el Mayor Pituley)
- Grupo especial B, del otamán Tarás Bulba-Borovéts[1] que tomó el pseudónimo en referencia a la obra de Nikolái Gógol, Tarás Bulba.

## Cosacos
También cosacos ucranianos libres del coronel Tereshchenko, la Brigada de Reserva del Coronel Hudyma, la Brigada de Reserva del Coronel Malets y los restos del Ejército de Liberación de Ucrania (UVV) se sumaron a las filas de la UNA.
Se hicieron planes con respecto a la inclusión del Ejército ucraniano Libre (120 mil soldados), las divisiones militares de los cosacos de Kubán y georgianos.

## Propósito
El propósito principal de la creación del Ejército Nacional de Ucrania era la integración de todas las unidades ucranianas de lucha en la Alemania nazi, bajo un solo comando. El tamaño del ejército, que abarcaba todas las unidades ucranianas subordinadas al Oberkommando de Heeres fue de 220 mil soldados. Sin embargo, dos meses antes del final de la guerra, Shandruk pudo reunir solo unos 50 mil soldados.
En realidad, Shandruk fue capaz de comandar sólo la 1. División UNA y algunos elementos de la 2. División UNA. El 7 de mayo, bajo su influencia, la división fue ubicada en el oeste de Austria después de desplazarse lentamente por Eslovenia (febrero de 1945), retirándose aún más de las fuerzas del Ejército Rojo. El "Ejército" ahora se dividió en varios grupos, uno con dirección a la frontera italiana se entregó al 15º Grupo de Ejército Británico y otros emigraron hacia las fronteras alemanas y suizas y se entregaron al 6º Grupo de Ejército de los EE. UU. Los soldados de la UNA fueron internados en el norte de Italia, en la zona controlada por fuerzas del Segundo Cuerpo polaco. Después de la capitulación, Shandruk solicitó una reunión con el general polaco Wladyslaw Anders en Londres, y le pidió que protegiera el ejército contra la deportación a la Unión Soviética. A pesar de la presión soviética, Anders gestionó para proteger a los soldados ucranianos como a antiguos ciudadanos de la Segunda República de Polonia. Shandruk y el grueso de sus fuerzas maniobraron para permanecer en el oeste, y muchos de los exsoldados UNA se unieron a la Legión Extranjera Francesa.
Otros grupos, fragmentados, se entregaron a la Unión Soviética o los aliados occidentales, afrontando la repatriación, con varios centenares internados en Suiza. El UNA tenía una mala relación con el general ruso Andréi Vlásov del Ejército Ruso de Liberación (ROA) y nunca se subordinaron a él.